# Тетеревятникова Тетяна Сергіївна
Тетя́на Сергі́ївна Тетеревя́тникова (* 1989) — українська тхеквондистка, заслужений майстер спорту України, чемпіонка світу 2013 року, багаторазова призерка.

## З життєпису
Від 1997 року років займалася плаванням. Потім подружка покликала на тхеквондо (неолімпійську версію). Так у віці 13 років потрапила на тхеквондо.
Чемпіонка Європи з тхеквондо-2015. На Європейських іграх-2015 — 5-та позиція.
2017 — переможниця Чемпіонату України з тхеквондо.
2018 — переможниця Чемпіонату України з тхеквондо та «Ukraine Open Cup G-1».
2019 — переможниця Чемпіонату України та «Ukraine Open Cup» G-1.
Чемпіонка світу, багаторазова призерка чемпіонатів світу та Європи. Переможниця переможець клубного чемпіонату Європи. Переможниця та призерка міжнародних турнірів, 5 місце на Європейських іграх.
Входить до складу збірної команди України.
Проживає в місті Кропивницький.